# Route nationale 21B (Vietnam)
La route nationale 21B (vietnamien : Quốc lộ 21B, sigle QL.21B) est une route nationale au Viêt Nam.

## Parcours
La route nationale 21B part de Ba La (district de Ha Dong à Hanoï) et se termine à l'intersection avec la route nationale 1 à Tam Diep (province de Ninh Binh) après un parcours de 210 km. 
Elle relie les grandes villes telles que Hà Đông, Phủ Lý, Nam Định, Thịnh Long, Phát Diệm et Tam Điệp.